# هوارد فرانكلين
هوارد فرانكلين (بالإنجليزية: Howard Franklin)‏ هو كاتب سيناريو ومخرج أمريكي، ولد في القرن العشرين في الولايات المتحدة.

## وصلات خارجية
- هوارد فرانكلين على موقع IMDb (الإنجليزية)
- هوارد فرانكلين على موقع ألو سيني (الفرنسية)
- هوارد فرانكلين على موقع أول موفي (الإنجليزية)
- هوارد فرانكلين على موقع قاعدة بيانات الأفلام السويدية (السويدية)
- هوارد فرانكلين على موقع قاعدة بيانات الفيلم (الإنجليزية)
- هوارد فرانكلين على موقع كينوبويسك (الروسية)